# Wzgórze elfów
Wzgórze elfów (duń. Elverhøi, współ. duń. Elverhøj) – baśń literacka autorstwa Hansa Christiana Andersena, wydana po raz pierwszy w 1845 roku.

## Historia
Andersen, pisząc Wzgórze elfów, czerpał inspirację z bogatej tradycji skandynawskiego folkloru, w tym z drukowanych kolekcji podań ludowych, takich jak Danmarks Folkesagn (pol. Duńskie podania ludowe) Justa Mathiasa Thiele’a, co widoczne jest we wprowadzonych postaciach i scenerii. W utworze pojawiają się elfy jako gospodarze balu, trolle jako goście, tryton i rusałki reprezentujące duchy wodne, błędne ogniki, bagienna wiedźma (duń. mosekonen), a także mniej znane postacie jak cmentarna maciora (stwór związany ze śmiercią) czy upiór konia (zwiastun śmierci, prawdopodobnie Helhest, trójnogi koń). Każda z tych postaci odgrywa rolę w baśniowym, nocnym zgromadzeniu, wszystkie pochodzą z ludowych wierzeń skandynawskich. Charakterystyczna dla Andersena mieszanka humoru i ironii w baśni, inspirowana folklorem, jest doskonałym przykładem pisania jednocześnie dla dzieci i dorosłych, co było rewolucyjne w jego czasach.
Baśń została po raz pierwszy opublikowana przez wydawnictwo C.A. Reitzel w Kopenhadze 7 kwietnia 1845 roku w antologii Nowe Bajki. Tom Pierwszy. Zbiór Trzeci. 1845 (duń. Nye Eventyr. Første Bind. Tredie Samling. 1845). Andersen dedykował tom poecie Henrikowi Hertzowi. Utwór wznawiano dwukrotnie za życia autora w latach: 1849 oraz 1863.

## Polskie przekłady
Wzgórze elfów zostało przetłumaczone na język polski:
- 1859 – Pagórek olchów: Fryderyk Henryk Lewestam, Powiastki moralno-fantastyczne, Warszawa
- 1892 – Pod dębem: Wanda Młodnicka, Fantastyczne opowieści, Lwów
- 1899 – U króla Olch: Cecylia Niewiadomska, Baśnie, Warszawa
- 1931 – Wzgórze elfów: Stefania Beylin, Baśnie, Warszawa
- 2006 – Wzgórze elfów, w tłum. Bogusławy Sochańskiej, Baśnie i opowieści. T. I: 1830–1850, Poznań (z oryginału duńskiego)

## Fabuła
Po pniu starego drzewa biegają jaszczurki, które rozmawiają ze sobą. Jedna z nich skarży się, że nie może spać przez hałasy w elfim wzgórzu. Druga zauważa, że dzieje się tam coś niezwykłego: elfy uczą się nowych tańców. Trzecia jaszczurka wspomina rozmowę z dżdżownicą, która słyszała, że spodziewani są ważni goście. Wychodzi stara elfia gospodyni i prosi nocne ptaszysko o rozniesienie zaproszeń.
Mają przybyć znamienite trolle z Norwegii. Elfy przygotowują wielką ucztę: specjalne dania i dekoracje. Elfi król każe wypolerować swoją koronę. Wnętrze elfiej siedziby błyszczy od księżycowego światła i czarów. Elfice tańczą w szalach utkanych z mgły. Elfi król chce wydać za mąż swoje córki. Z Dovrefjell na Północy przybywa troll ze swoimi synami. Młode trolle są hałaśliwe i zachowują się niewyszukanie. Stary troll opowiada piękne historie o Norwegii. Całe zgromadzenie słucha go z zachwytem. Elfie córki popisują się swoimi dziwacznymi i tajemniczymi umiejętnościami.
Siódma elfka opowiada bajki, co bardzo podoba się staremu trollowi. To on wybiera ją na żonę. Jego synowie nie chcą się żenić. Wolą pić i spać na stole. Troll tańczy z nową żoną i wymienia z nią buty. Kiedy pieje kogut, elfy zamykają wzgórze, a jaszczurki komentują, jak bardzo lubią norweskiego trolla.

## Galeria

Ilustracje baśni Wzgórze elfów
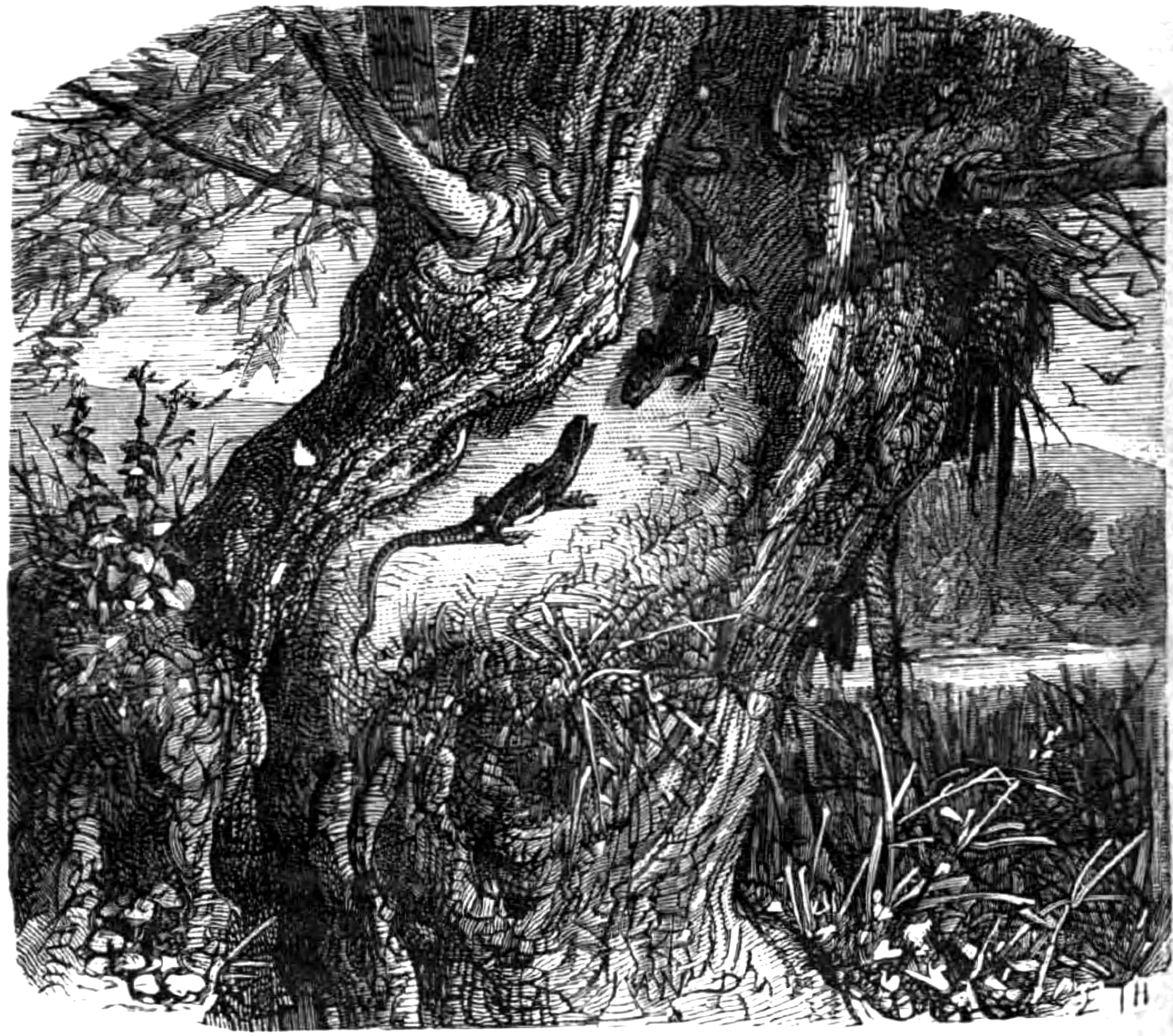
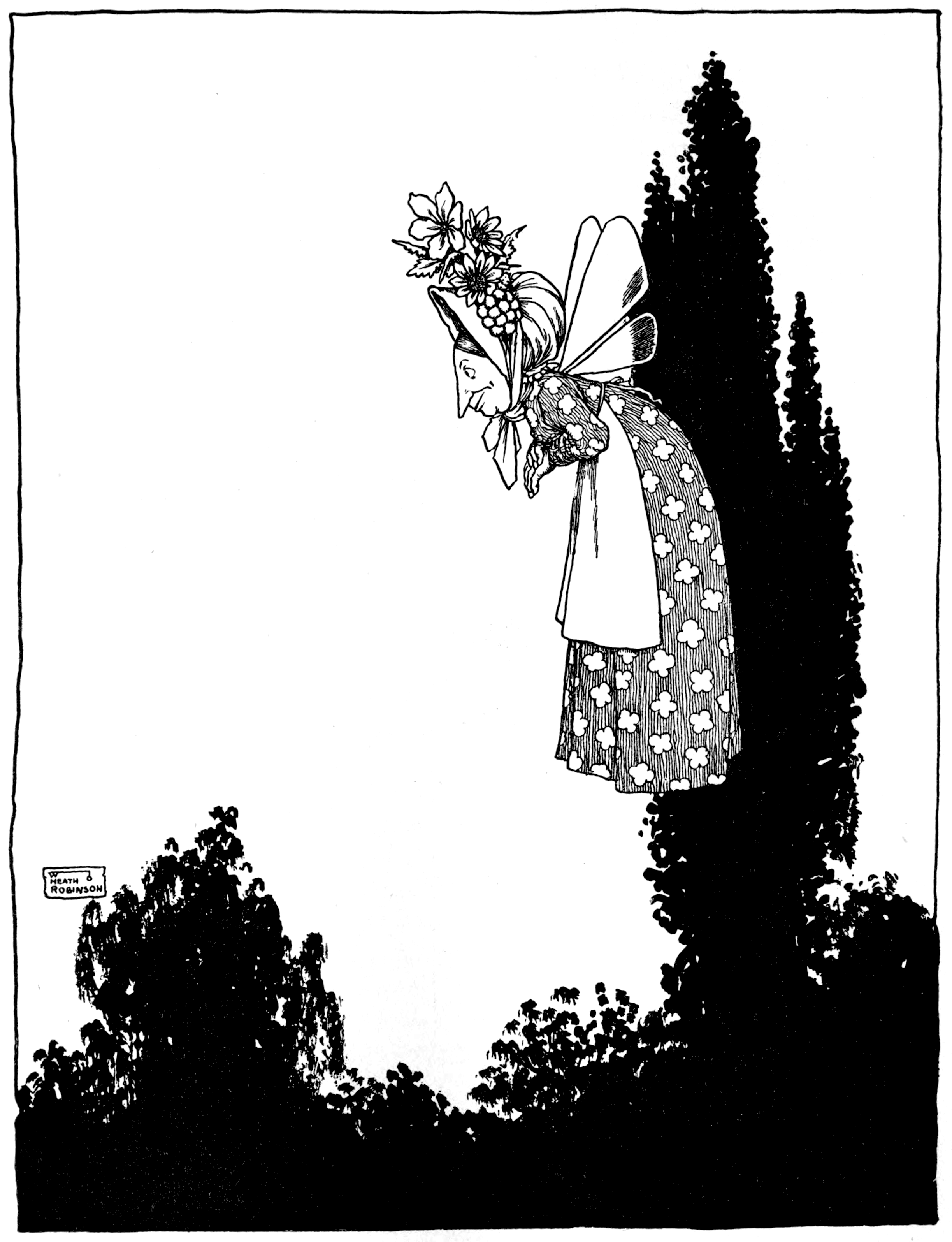
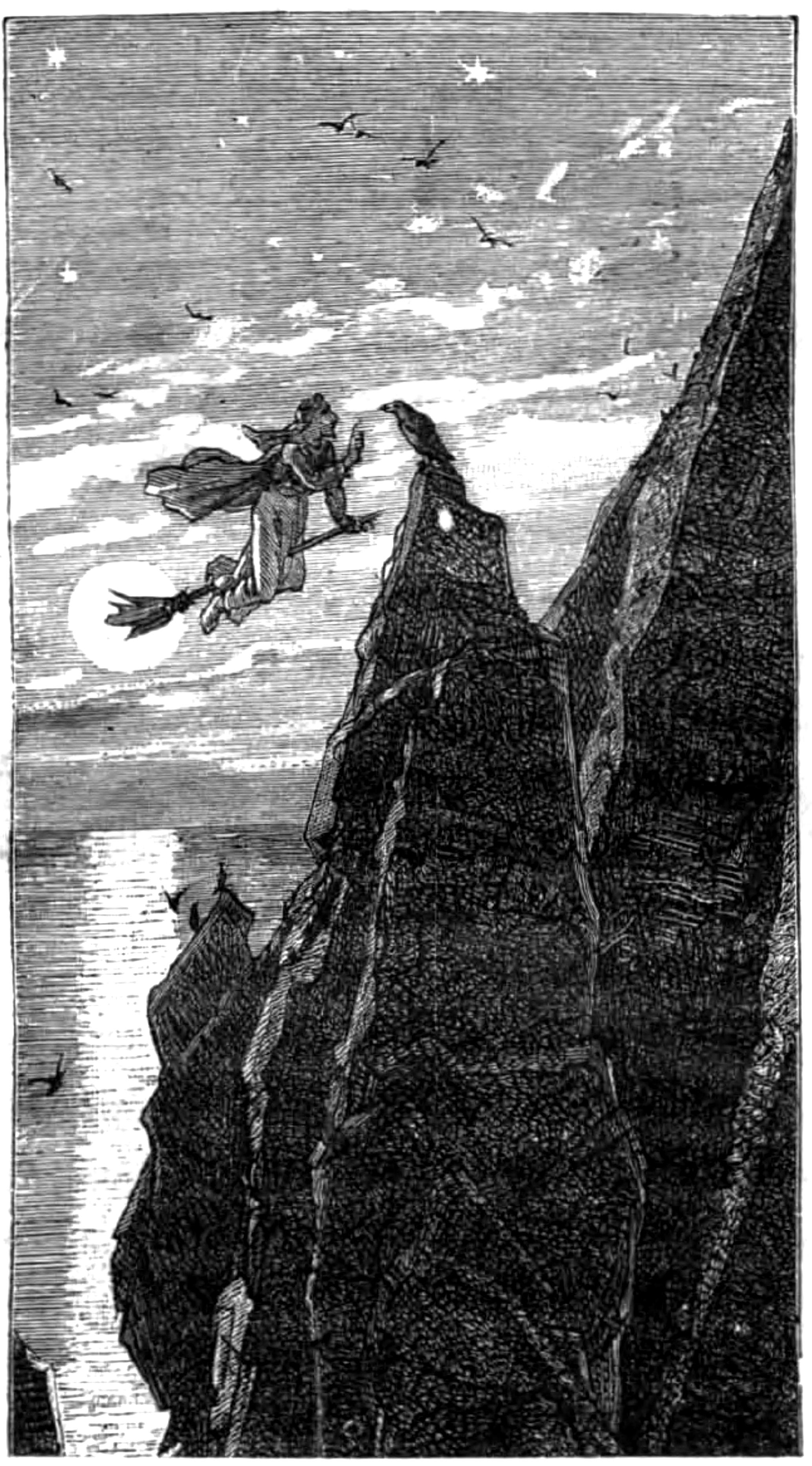
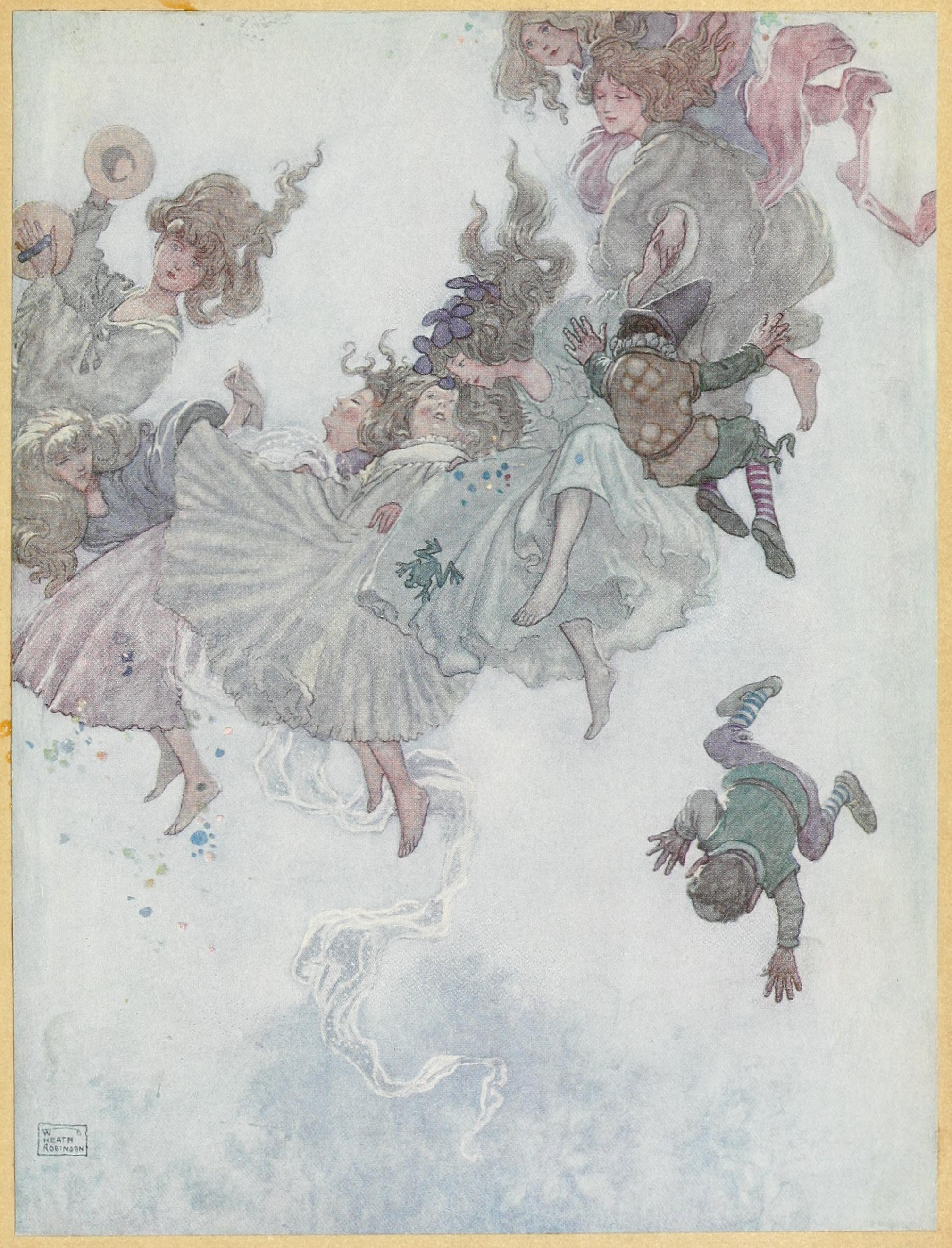
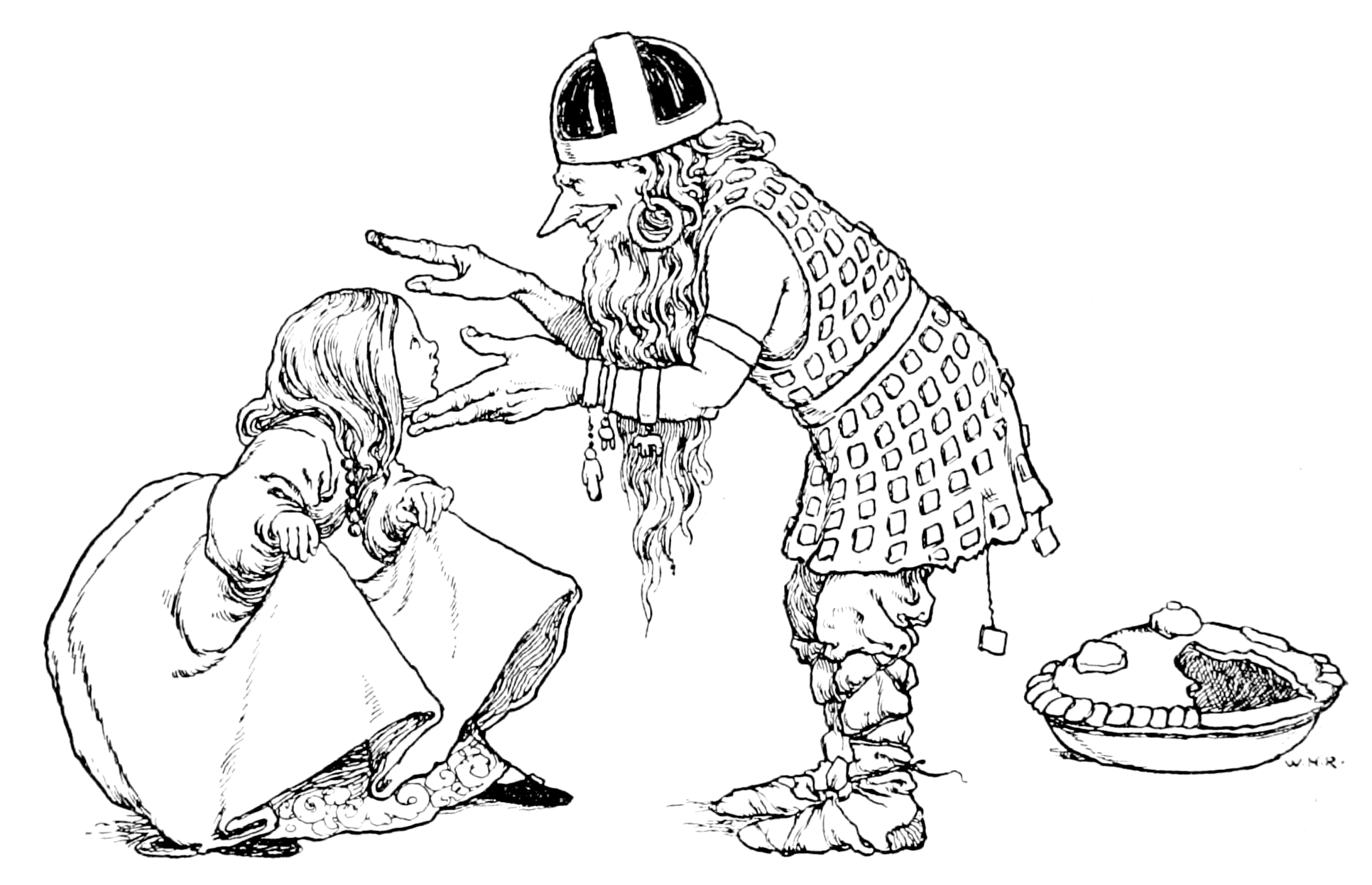

## Wybrane adaptacje
- 1 kwietnia 1956 – Wzgórze Elfów, przedstawienie Teatru Polskiego Radia, reż. Klementyna Krymkowa, wg adaptacji Jadwigi Żylińskiej, z muzyką Czesława Aniołkiewicza[5]